# Hipotextualidad
La hipotextualidad sería, según el narratólogo Gérard Genette en su obra Palimpsestos, dentro de la categoría más general de la intertextualidad e inversamente a la hipertextualidad, "toda relación que une un texto A (que llamará hipotexto) a un texto posterior B en el que se inserta de un modo que no es el comentario". Por ejemplo, las epopeyas de Homero Ilíada y Odisea serían los hipotextos de la Eneida de Virgilio.